# Im Leiken
Im Leiken ist ein Naturschutzgebiet in der niedersächsischen Gemeinde Stavern in der Samtgemeinde Sögel im Landkreis Emsland.
Das Naturschutzgebiet mit dem Kennzeichen NSG WE 198 ist 17,4 Hektar groß. Es steht seit dem 16. Dezember 1989 unter Naturschutz. Zuständige untere Naturschutzbehörde ist der Landkreis Emsland.
Das Naturschutzgebiet liegt zwischen Sögel und Meppen im Süden des Hümmlings und stellt einen Teil des Ufers der Nordradde unter Schutz. Im Schutzgebiet sind Birken- und Erlenbruchwald sowie Grünlandflächen und Heide und Pfeifengras zu finden.
Das Naturschutzgebiet liegt vollständig innerhalb des von der Wehrtechnischen Dienststelle für Waffen und Munition (WTD 91) genutzten Schießplatzes Meppen.